# Marijan Matančić
Marijan Matančić (Belgrád, 1910 – ?, 1983. július 3.) jugoszláv-szerb nemzetközi labdarúgó-játékvezető.

## Pályafutása

### Nemzetközi játékvezetés
A Jugoszláv labdarúgó-szövetség Játékvezető Bizottsága (JB) 1946-ban terjesztette fel nemzetközi játékvezetőnek, a Nemzetközi Labdarúgó-szövetség (FIFA) bíróinak keretébe. Több nemzetek közötti válogatott és klubmérkőzést vezetett, vagy működő társának partbíróként segített. Az aktív nemzetközi játékvezetéstől 1952-ben búcsúzott. Válogatott mérkőzéseinek száma: 6.

#### Olimpiai játékok
Az 1948. évi nyári olimpiai játékok labdarúgó tornáját, ahol a FIFA JB bírói szolgálatra alkalmazta. A kor elvárása szerint az egyes számú partbíró játékvezetői sérülésnél átvette a mérkőzés vezetését. Partbíróként egy mérkőzésre egyes, egy találkozóra 2. pozícióban kapott küldést.
| Időpont             | Helyszín                       | Mérkőzés típusa | Mérkőzés         | Eredmény         | Nézők száma |        |
| ------------------- | ------------------------------ | --------------- | ---------------- | ---------------- | ----------- | ------ |
| 1948. augusztus 2.  | Champion Hill Stadion, Dulwich | első forduló    | Mexikó–Dél-Korea | Leo Lemešić      | 3 – 5       | 6 500  |
| 1948. augusztus 10. | Wembley Stadion, London        | egyik elődöntő  | Dán–Svédország   | Stanley Boardman | 2 – 4       | 20 000 |

---
Az 1952. évi nyári olimpiai játékok labdarúgó tornáját, ahol a FIFA JB bírói szolgálatra alkalmazta. A kor elvárása szerint az egyes számú partbíró játékvezetői sérülésnél átvette a mérkőzés vezetését.
| Időpont          | Helyszín              | Mérkőzés típusa    | Mérkőzés           | Eredmény | Nézők száma |
| ---------------- | --------------------- | ------------------ | ------------------ | -------- | ----------- |
| 1952. július 20. | Városi Stadion, Kotka | egyik nyolcaddöntő | Brazília–Luxemburg | 2 – 1    | 6 776       |

## Magyar vonatkozás
| Időpont         | Helyszín                    | Mérkőzés típusa          | Mérkőzés                   | Eredmény | Nézők száma |
| --------------- | --------------------------- | ------------------------ | -------------------------- | -------- | ----------- |
| 1947. május 4.  | Üllői úti Stadion, Budapest | 248. válogatott mérkőzés | Magyarország–Ausztria      | 5 : 2    | 37 000      |
| 1948. május 23. | Üllői úti Stadion, Budapest | 257. válogatott mérkőzés | Magyarország–Csehszlovákia | 2 : 1    | 32 000      |